# Општина Ташка (Њамц)
Ташка (рум. Taşca) општина је у Румунији у округу Њамц.
Oпштина се налази на надморској висини од 503 m.